# Побуна рудара на северу Шпаније
Побуна рудара на северу Шпаније је део протеста у Шпанији поводом економске и финансијске кризе која је погодила ту земљу од 2008. године.

## Позадина
Економска криза и глобална рецесија, која је погодила неколико медитеранских држава, довела је до повећања незапослености, масовних отпуштања радника и наглог пораста сиромаштва. После Исланда и Ирске, криза се прелила на Медитеран. Прва се на удару нашла Грчка, а потом Шпанија, Италија и Португал. У Грчкој су средином 2010. године избили масовни протести и штрајкови, да би средином 2011. године сличан сценарио захватио и Шпанију. Шпанија се тренутно налази у критичном стању, а средином јуна је то потврдила и Европска Комисија сврставајући Шпанију на сам врх 12 земаља које су најтеже погођене актуелном финансијском кризом у еврозони. Претпоставља се како ће Шпанија ускоро морати спасавати свој банкарски сектор, баш као што се десило и у Грчкој. Од 15. маја 2011. године су почели протести широм Шпаније, такође познати и под називима протести Индигнадоса, Покрет 15-М или Шпанска револуција. После годину дана протеста и серија демонстрација, штрајкова и повремених уличних нереда, незадовољни Шпанци су почели да прибегавају разним начинима борбе против повећања незапослености и сиромаштва.

### Протести у Мадриду и штрајк
Буџет за рударску индустрију смањен је са 300 милиона евра на 110 милиона у 2012. години. Рудари су наводили како ће то довести до потпуног колапса рударског сектора. Око 8.000 радника ради у неких 40 рудника који су преостали у Шпанији. Незадовољни мерама владе, протест су сазвала два највећа синдиката, УГТ и ЦЦОО. Та два синдиката су ступила у генерални штрајк 29. маја 2012. и најавила протесете рудара у Мадриду 31. маја испред Парламента. Током протеста у Мадриду, дошло је до великих сукоба полиције и рудара, на којима је више од десет особа повређено, а приведено најмање двоје. Радници су у Мадриду протестовали против нових мера штедње и укидања државних субвенција рударском сектору. Хиљаде рудара из целе земље стигло је у Мадрид како би протестовало против нових мера штедње. Полиција је окружила зграде министарства индустрије, енергетике и туризма, а сукоби су избили након што су демонстранти наводно почели гађати полицију петардама. Полиција је употребила палице и гумене метке против рудара у протесту. Најмање 14 особа је повређено у сукобима од тога 2 новинара и 8 припадника полиције.

### Побуна на северу Шпаније
Након сукоба у Мадриду, незадовољни рудари су започели блокаде путева и постављање барикада на многим важним саобраћајницама широм северне шпанске покрајине Астурије. Полиција је 4. јуна покушала да силом разбије барикаде, али је наишла на жесток отпор рудара. Полиција није успела да разбије барикаде које су рудари поставили, па је одлучила да пошаље специјалне полицијске снаге и жандармерију. Након великих окршаја с полицијом 4. јуна, рудари су одлучили да се полицији супротставе милитантским методама, прављењем импровизиваног оружја. У првој недељи јуна, рудари су поставили чак 16 барикада на путевима због чега је саобраћај кроз регион знатно отежан. Због једне барикаде, састављене од запаљених гума, створила се огромна колона од неколико километара. Такође су блокирали путеве који воде према важној морској луци Хихон (град од 275.000 становника у покрајини Астурија), затворили су и главни тунел након што су „непознате особе“ саботирале безбедносне камере, тек повремено су пропуштали возила. 8. јуна су блокирали неколико саобраћајница и две железничке пруге. Руднике су затворили, а штрајкачи су камповали на главном градском тргу регионалног центра, града Овиједо. Полиција је 13. јуна покушала да уклони барикаде, али су ти покушаји довели до неколико жестоких борби у којима су штрајкачи узвратили камењем, бетонским блоковима, али и уникатним ракетним бацачима кућне израде. У тим сукобима је повређен и градоначелник места Цинерама када се нашао између полицијских снага и неколико стотина рудара у нередима који су трајали преко 2 сата. Том приликом рудари су успели да одбију полицијске снаге и истерају их из града.
Сукоби су се наставили и наредних дана, а велики окршаји су се догодили 16. и 17. јуна, када су се рудари сукобили с полицијом, наоружани ракетама и праћкама ручне израде. Лица сакривених иза маски и марама, бацали су каменице, бетонске блокове, а затим и Молотовљеве коктеле и зрна из кугличних лежајева на припаднике цивилне гарде, која им је узвратила сузавцем и гуменим мецима. Полиција је 19. јуна упала у насеље Цинерама на северу Шпаније, једно од упоришта побуњених рудара који већ недељама штрајкују и блокирају саобраћајнице барикадама. Полиција је одмах почела са паљбом гуменим мецима према рударима којих је тада тамо било око 200, али рудари су одмах узвратили камењем, петардама и базукама кућне израде. Потпуни хаос је настао након што је полиција покушала да уклони једну барикаду коју су рудари поставили на саобраћајницу уз само насеље. Уследио је жесток отпор против полиције која је стигла у потпуној борбеној опреми, са панциркама и штитовима. На камење полиција узвраћа димним бомбама и гуменим мецима. Ипак, на крају се полиција морала повући из Цинераме, док су за њима јурили рудари бацајући камење и узвикујући „Нећемо престати. Умориће се они пре нас!“.